# بوب برادي (لاعب كرة قدم كندية)
بوب برادي هو لاعب كرة قدم كندية كندي، ولد في 1931 في سو ساينت ماري في كندا، وتوفي في 25 يوليو 2018 في كولومبيا البريطانية في كندا.

## وصلات خارجية
- بوب برادي على موقع JustSportsStats.com (الإنجليزية)